# Jesse Boot
Jesse Boot, 1:e Baron Trent, född 2 juni 1850 i Nottinghamshire, död 13 juni 1931, var en brittisk farmaceut och affärsman.
Han tog över sin fars medicinalväxtaffär i Nottingham och studerade farmaci. Han öppnade sin första butik 1877 och redan 1883 fanns det tio filialer. 1892 började han med masstillverkning av apoteksvaror. Vid sekelskiftet hade han den största farmaceutiska tillverkningen och återförsäljarverksamheten i världen med över 1 000 butiker (Boots). 